# Ford Otosan
Ford Otosan (Ford Otomotiv Sanayi AS) — найбільша автомобілебудівна компанія Туреччини, спільне підприємство турецького конгломерату Koç Holding і американської корпорації Ford. Заснована в 1959 році. Входить у список Forbes Global 2000, штаб-квартира розташована в місті Ізміт.
Станом на 2013 рік оборот Ford Otosan становив 5,5 млрд дол., активи — 2,6 млрд дол., ринкова вартість — 4,5 млрд дол., прибуток — 0,4 млрд дол., у компанії працювало понад 6,6 тис. співробітників. Компанія виробляє легкові автомобілі, малотоннажні вантажівки, автокомплектуючі. Ford Otosan належать два підприємства — в Ізміті (випуск серії Ford Transit) і Ескішехірі (випуск серії Ford Cargo та двигунів до них), а також розподільний центр автозапчастин в Стамбулі (район Catral) і дослідницький центр (Tubitak Marmara Research Centre).